# Az Empire epizódjainak listája
Ez a lista az Empire című amerikai sorozat epizódjait tartalmazza.

## Évados áttekintés
| Évad | Évad | Részek száma | Részek száma | Eredeti sugárzás     | Eredeti sugárzás  | Eredeti adó | Magyar sugárzás     | Magyar sugárzás     | Magyar adó |
| Évad | Évad | Részek száma | Részek száma | Évadbemutató         | Évadzáró          | Eredeti adó | Évadbemutató        | Évadzáró            | Magyar adó |
| ---- | ---- | ------------ | ------------ | -------------------- | ----------------- | ----------- | ------------------- | ------------------- | ---------- |
|      | 1.   | 12           | 12           | 2015. január 7.      | 2015. március 18. | Fox         | 2015. február 11.   | 2015. április 29.   | Fox        |
|      | 2.   | 18           | 18           | 2015. szeptember 23. | 2016. május 18.   | Fox         | 2015. november 10.  | 2016. július 7.     | Fox        |
|      | 3.   | 18           | 18           | 2016. szeptember 21. | 2017. május 24.   | Fox         | 2017. január 13.    | 2017. július 25.    | Fox        |
|      | 4.   | 18           | 18           | 2017. szeptember 27. | 2018. május 23.   | Fox         | 2020. szeptember 1. | 2020. szeptember 1. | FOX+       |
|      | 5.   | 18           | 18           | 2018. szeptember 26. | 2019. május 8.    | Fox         | 2020. november 1.   | 2020. november 1.   | FOX+       |
|      | 6.   | 18           | 18           | 2019. szeptember 24. | 2020. április 21. | Fox         | n. a.               | n. a.               | n. a.      |

## Első évad (2015)
| Sor. | Év. | Cím                                              | Rendező            | Író                           | Premier                             | Nézettség    | Gyártási szám |
| ---- | --- | ------------------------------------------------ | ------------------ | ----------------------------- | ----------------------------------- | ------------ | ------------- |
| 1.   | 1.  | Hiphop birodalom (Pilot)                         | Lee Daniels        | Lee Daniels és Danny Strong   | 2015. január 7. 2015. február 11.   | 9,90 millió  | 101           |
| 2.   | 2.  | A szókimondó király (The Outspoken King)         | Lee Daniels        | Danny Strong és Ilene Chaiken | 2015. január 14. 2015. február 18.  | 10,32 millió | 102           |
| 3.   | 3.  | Az Ördög nem alszik (The Devil Quotes Scripture) | Sanaa Hamri        | Ilene Chaiken és Joshua Allen | 2015. január 21. 2015. február 25.  | 11,07 millió | 103           |
| 4.   | 4.  | Érdem nélkül (False Imposition)                  | Rosemary Rodriguez | Wendy Calhoun                 | 2015. január 28. 2015. március 4.   | 11,36 millió | 104           |
| 5.   | 5.  | Veszélyes kötelék (Dangerous Bonds)              | John Singleton     | Malcolm Spellman              | 2015. február 4. 2015. március 11.  | 11,47 millió | 105           |
| 6.   | 6.  | Távozz, átkozott! (Out, Damned Spot)             | Michael Engler     | Eric Haywood                  | 2015. február 11. 2015. március 18. | 11,96 millió | 106           |
| 7.   | 7.  | Az utolsó tánc (Our Dancing Days)                | Sanaa Hamri        | Attica Locke                  | 2015. február 18. 2015. március 25. | 13,02 millió | 107           |
| 8.   | 8.  | Az oroszlán üvöltése (The Lyon's Roar)           | Danny Strong       | Danny Strong                  | 2015. február 25. 2015. április 1.  | 13,90 millió | 108           |
| 9.   | 9.  | Rohamra (Unto the Breach)                        | Anthony Hemingway  | David Rambo                   | 2015. március 4. 2015. április 8.   | 14,33 millió | 109           |
| 10.  | 10. | Az atyák bűnei (Sins of the Father)              | Rob Hardy          | Eddie Gonzalez és Jeremy Haft | 2015. március 11. 2015. április 15. | 14,90 millió | 110           |
| 11.  | 11. | Csak egyszer halsz meg (Die But Once)            | Mario Van Peebles  | Ilene Chaiken                 | 2015. március 18. 2015. április 22. | 15,82 millió | 111           |
| 12.  | 12. | Ki vagyok? (Who I Am)                            | Debbie Allen       | Danny Strong és Ilene Chaiken | 2015. március 18. 2015. április 29. | 17,62 millió | 112           |

## Második évad (2015-16)
| Sor. | Év. | Cím                                               | Rendező           | Író                                   | Premier                                 | Nézettség    | Gyártási szám |
| ---- | --- | ------------------------------------------------- | ----------------- | ------------------------------------- | --------------------------------------- | ------------ | ------------- |
| 13.  | 1.  | Ördög az ördögök között (The Devils Are Here)     | Lee Daniels       | Danny Strong és Ilene Chaiken         | 2015. szeptember 23. 2015. november 10. | 16,18 millió | 201           |
| 14.  | 2.  | Hazátlanul (Without a Country)                    | Dee Rees          | Carlito Rodriguez                     | 2015. szeptember 30. 2015. november 17. | 13,74 millió | 202           |
| 15.  | 3.  | A mennyország tüzei (Fires of Heaven)             | Craig Brewer      | Attica Locke                          | 2015. október 7. 2015. november 24.     | 13,10 millió | 203           |
| 16.  | 4.  | Szegény Yorick (Poor Yorick)                      | Danny Strong      | Danny Strong                          | 2015. október 14. 2015. december 1.     | 12,22 millió | 204           |
| 17.  | 5.  | Igaznak lenni (Be True)                           | Kevin Bray        | Wendy Calhoun és Janeika James        | 2015. október 21. 2015. december 8.     | 12,28 millió | 205           |
| 18.  | 6.  | Nagy reménység (A High Hope for a Low Heaven)     | Mario Van Peebles | Robert Munic                          | 2015. november 4. 2015. december 15.    | 11,68 millió | 206           |
| 19.  | 7.  | Igaz szerelem (True Love Never)                   | Sylvain White     | Ingrid Escajeda                       | 2015. november 11. 2015. december 22.   | 11,20 millió | 207           |
| 20.  | 8.  | A gonosz énem (My Bad Parts)                      | Sanna Hamri       | Malcolm Spellman                      | 2015. november 18. 2015. december 29.   | 11,34 millió | 208           |
| 21.  | 9.  | Vétkeztek ellenem (Sinned Against)                | Paul McCrane      | Eric Haywood                          | 2015. november 25. 2016. január 5.      | 9,21 millió  | 209           |
| 22.  | 10. | Et Tu, Brute? (Et Tu, Brute?)                     | Sanna Harmi       | Radha Blank                           | 2015. december 2. 2016. január 12.      | 11,81 millió | 210           |
| 23.  | 11. | A halál lesz az ő napja (Death Will Have His Day) | Danny Strong      | Danny Strong                          | 2016. március 30. 2016. május 19.       | 12,46 millió | 211           |
| 24.  | 12. | Rose (A Rose by Any Other Name)                   | Michael Engler    | Ilene Chaiken                         | 2016. április 6. 2016. május 26.        | 11,34 millió | 212           |
| 25.  | 13. | Farkas szelídítés (The Tameness of a Wolf)        | Paris Barclay     | Attica Locke és Joshua Allen          | 2016. április 13. 2016. június 2.       | 10,11 millió | 213           |
| 26.  | 14. | Kibontakozás (Time Shall Unfold)                  | Cherien Dabis     | Ayanna Floyd Davis                    | 2016. április 20. 2016. június 9.       | 9,56 millió  | 214           |
| 27.  | 15. | Több mint rokon (More Than Kin)                   | Sanna Himri       | Eric Haywood és Malcolm Spellman      | 2016. április 27. 2016. június 16.      | 10,03 millió | 215           |
| 28.  | 16. | Aki farkast kiáltott (The Lyon Who Cried Wolf)    | Millicent Shelton | Joshua Allen                          | 2016. május 4. 2016. június 23.         | 9,39 millió  | 216           |
| 29.  | 17. | Felemelkedés (Rise by Sin)                        | Paul McCrane      | Ayanna Floyd Davis és Jamie Rosengard | 2016. május 11. 2016. június 30.        | 9,81 millió  | 217           |
| 30.  | 18. | A múlt prológus (Past Is Prologue)                | Sanaa Hamri       | Lee Daniels és Ilene Chaiken          | 2016. május 18. 2016. július 7.         | 10,88 millió | 218           |

## Harmadik évad (2016-17)
| Sor. | Év. | Cím                                                  | Rendező           | Író                                                                   | Premier                               | Nézettség    | Gyártási szám |
| ---- | --- | ---------------------------------------------------- | ----------------- | --------------------------------------------------------------------- | ------------------------------------- | ------------ | ------------- |
| 31.  | 1.  | Fény a sötétségben (Light in Darkness)               | Sanaa Hamri       | Malcolm Spellman és Joshua Allen                                      | 2016. szeptember 21. 2017. január 13. | 10,87 millió | 301           |
| 32.  | 2.  | Megváltó vétek (Sin That Amends)                     | Craig Brewer      | Cherien Dabis és Carlito Rodriguez                                    | 2016. szeptember 28. 2017. január 20. | 9,65 millió  | 302           |
| 33.  | 3.  | ...mi maradt, csak fenevad (What Remains Is Bestial) | Millicent Shelton | Diane Ademu-John és Eric Haywood                                      | 2016. október 5. 2017. január 27.     | 9,25 millió  | 303           |
| 34.  | 4.  | Ámoré a diadal (Cupid Kills)                         | Hanelle Culpepper | Matt Pyken és Attica Locke                                            | 2016. október 12. 2017. február 3.    | 9,27 millió  | 304           |
| 35.  | 5.  | Egyiket a másik után (One Before Another)            | Mario Van Peebles | Joshua Allen és Carlito Rodriguez                                     | 2016. november 9. 2017. február 10.   | 8,15 millió  | 305           |
| 36.  | 6.  | Éjszakai harangszó (Chimes at Midnight)              | Sanna Himre       | Cherien Dabis és Eric Haywood                                         | 2016. november 16. 2017. február 17.  | 8,39 millió  | 306           |
| 37.  | 7.  | Mikké lehetünk… (What We May Be)                     | Kevin Bray        | Diane Ademu-John és Malcom Spellman                                   | 2016. november 30. 2017. február 24.  | 7,84 millió  | 307           |
| 38.  | 8.  | Mindennek közt legfájóbb döfés (The Unkindest Cut)   | Dennie Gordon     | Attica Locke és Jamie Rosengard                                       | 2016. december 7. 2017. március 3.    | 7 millió     | 308           |
| 39.  | 9.  | Fűts mohón az ellenség alá… (A Furnace for Your Foe) | Sanna Himri       | Ilene Chaiken és Matt Pyken                                           | 2016. december 14. 2017. március 10.  | 7,58 millió  | 309           |
| 40.  | 10. | A harag és a téboly (Sound and Fury)                 | Craig Brewer      | Eric Haywood és Carlito Rodriguez                                     | 2017. március 22. 2017. május 30.     | 7,95 millió  | 310           |
| 41.  | 11. | A zene a szerelmünket táplálja (Plan On)             | Benny Boom        | Történet: Malcolm Spellman Tévéjáték: Janeika James és Jasheika James | 2017. március 29. 2017. június 6.     | 6,91 millió  | 311           |
| 42.  | 12. | Különös hálótársak (Strange Bedfellows)              | Bille Woodruff    | Matt Pyken és Attica Locke                                            | 2017. április 5. 2017. június 13.     | 6,35 millió  | 312           |
| 43.  | 13. | Csupasz gazság (My Naked Villainy)                   | Cherien Dabis     | Joshua Allen és Jamie Rosengard                                       | 2017. április 12. 2017. június 20.    | 6,59 millió  | 313           |
| 44.  | 14. | Szeretni: sóhaj füstje (Love is a Smoke)             | Tricia Brock      | Diane Ademu-John és Cherien Dabis                                     | 2017. április 26. 2017. június 27.    | 6,31 millió  | 314           |
| 45.  | 15. | Polgárvér fertőz polgárkezet (Civil Hands Unclean)   | Howard Deutch     | Ilene Chaiken és Carlito Rodriguez                                    | 2017. május 3. 2017. július 4.        | 5,60 millió  | 315           |
| 46.  | 16. | Bűn tölti be a gyermekem helyét (Absent Child)       | Millicent Shelton | Attica Locke és Malcolm Spellman                                      | 2017. május 10. 2017. július 11.      | 6,32 millió  | 316           |
| 47.  | 17. | Toil és Trouble 1. rész (Toil & Trouble, Pt. 1)      | Craig Brewer      | Diane Ademu-John és Eric Haywood                                      | 2017. május 17. 2017. július 18.      | 6,14 millió  | 317           |
| 48.  | 18. | Toil és Trouble 2. rész (Toil & Trouble, Pt. 2)      | Sanaa Hamri       | Ilene Chaiken és Joshua Allen                                         | 2017. május 24. 2017. július 25.      | 6,94 millió  | 318           |

## Negyedik évad (2017-18)
Elsőként Magyarországon az Empire 4. évadát a Fox+ közvetítette.
| Sor. | Év. | Cím                                            | Rendező                   | Író                                                                   | Premier                                  | Nézettség   | Gyártási szám |
| ---- | --- | ---------------------------------------------- | ------------------------- | --------------------------------------------------------------------- | ---------------------------------------- | ----------- | ------------- |
| 49.  | 1.  | Boldog emlék (Noble Memory)                    | Sanaa Hamri               | Brett Mahoney                                                         | 2017. szeptember 27. 2020. szeptember 1. | 7,05 millió | 401           |
| 50.  | 2.  | Teljes kör (Full Circle)                       | Craig Brewer              | Craig Brewer és Eric Haywood                                          | 2017. október 4. 2020. szeptember 1.     | 5,89 millió | 402           |
| 51.  | 3.  | Igazság (Evil Manners)                         | Bille Woodruff            | Matt Pyken és Carlito Rodriguez                                       | 2017. október 11. 2020. szeptember 1.    | 5,93 millió | 403           |
| 52.  | 4.  | Bella zsúrja (Bleeding War)                    | Sanaa Hamri               | Diane Ademu-John és Jamie Rosengard                                   | 2017. október 18. 2020. szeptember 1.    | 5,65 millió | 404           |
| 53.  | 5.  | Visszatértem (The Fool)                        | Howie Deutch              | Janeika James és Jasheika James                                       | 2017. november 8. 2020. szeptember 1.    | 5,40 millió | 405           |
| 54.  | 6.  | Gyermekelhelyezési per (Fortune Be Not Crost)  | Sanaa Hamri               | Joshua Allen és Dianne Houston                                        | 2017. november 15. 2020. szeptember 1.   | 6,05 millió | 406           |
| 55.  | 7.  | Sztrájk (The Lady Doth Protest)                | Karen Gaviola             | Matt Pyken és Eric Haywood                                            | 2017. november 29. 2020. szeptember 1.   | 5,05 millió | 407           |
| 56.  | 8.  | Bűntudat (Cupid Painted Blind)                 | Elizabeth Allen Rosenbaum | Diane Ademu-John és Carlito Rodriguez                                 | 2017. december 6. 2020. szeptember 1.    | 5,68 millió | 408           |
| 57.  | 9.  | Szemet szemért, fogat fogért (Slave to Memory) | Sanaa Hamri               | Joshua Allen és Dianne Houston                                        | 2017. december 13. 2020. szeptember 1.   | 5,95 millió | 409           |
| 58.  | 10. | Ketrecbe zárt madárkák (Birds in the Cage)     | Craig Brewer              | Craig Brewer                                                          | 2018. március 28 2020. szeptember 1.     | 6,22 millió | 410           |
| 59.  | 11. | Kikötés (Without Apology)                      | Dianne Houston            | Matt Pyken és Joshua Allen                                            | 2018. április 4. 2020. szeptember 1.     | 5,57 millió | 411           |
| 60.  | 12. | Édes bánat (Sweet Sorrow)                      | Eric Haywood              | Eric Haywood és Jamie Rosengard                                       | 2018. április 11. 2020. szeptember 1.    | 5,91 millió | 412           |
| 61.  | 13. | A szívósság anyja (Of Hardiness is Mother)     | Craig Brewer              | Dianne Houston és Carlito Rodriguez                                   | 2018. április 18. 2020. szeptember 1.    | 5,41 millió | 413           |
| 62.  | 14. | Neked nem mondok nemet (False Face)            | Millicent Shelton         | Történet: Diane Ademu-John Tévéjáték: Janeika James és Jasheika James | 2018. április 25. 2020. szeptember 1.    | 5,34 millió | 414           |
| 63.  | 15. | Viszontlátás (A Lean and Hungry Look)          | Bille Woodruff            | Matt Pyken és Joshua Allen                                            | 2018. május 2. 2020. szeptember 1.       | 5,28 millió | 415           |
| 64.  | 16. | Tisztességes feltételek (Fair Terms)           | Jussie Smollett           | Dianne Houston és Jamie Rosengard                                     | 2018. május 9. 2020. szeptember 1.       | 5,02 millió | 416           |
| 65.  | 17. | Véres korona (Bloody Noses and Crack'd Crowns) | Howard Deutch             | Carlito Rodriguez                                                     | 2018. május 16. 2020. szeptember 1.      | 5,14 millió | 417           |
| 66.  | 18. | Oroszlánbarlang (The Empire Unpossess'd)       | Craig Brewer              | Brett Mahoney és Joshua Allen                                         | 2018. május 23. 2020. szeptember 1.      | 5,30 millió | 418           |

## Ötödik évad (2018-19)
Elsőként Magyarországon az Empire 5. évadát a Fox+ közvetítette.
| Sor. | Év. | Cím                                                                              | Rendező                   | Író                                              | Premier                                | Nézettség   | Gyártási szám |
| ---- | --- | -------------------------------------------------------------------------------- | ------------------------- | ------------------------------------------------ | -------------------------------------- | ----------- | ------------- |
| 67.  | 1.  | Lopj a tolvajtól (Steal From the Thief)                                          | Sanaa Hamri               | Brett Mahoney és Dianne Houston                  | 2018. szeptember 26. 2020. november 1. | 6,09 millió | 501           |
| 68.  | 2.  | Visszafizetés (Pay For Their Presumptions)                                       | John Krokidas             | Yolonda E. Lawrence és Carlito Rodriguez         | 2018. október 3. 2020. november 1.     | 5,09 millió | 502           |
| 69.  | 3.  | Büszkeség (Pride)                                                                | Clement Virgo             | Diane Ademu-John és Joshua Allen                 | 2018. október 10. 2020. november 1.    | 5,15 millió | 503           |
| 70.  | 4.  | Mindenkiben bízni (Love All, Trust a Few)                                        | Mario Van Peebles         | Matt Pyken és Cameron Johnson                    | 2018. október 17. 2020. november 1.    | 5,21 millió | 504           |
| 71.  | 5.  | Bánat eső (The Depth of Grief)                                                   | Elizabeth Allen Rosenbaum | Janeika James, Jasheika James és Jamie Rosengard | 2018. október 31. 2020. november 1.    | 4,23 millió | 505           |
| 72.  | 6.  | Kész (What is Done)                                                              | Jussie Smollett           | Felicia D. Henderson és Thomas Westfall          | 2018. november 7. 2020. november 1.    | 5,01 millió | 506           |
| 73.  | 7.  | Kincsek (Treasons, Stratagems, and Spoils)                                       | Tamra Davis               | Joshua Allen és Dianne Houston                   | 2018. november 14. 2020. november 1.   | 4,89 millió | 507           |
| 74.  | 8.  | A bánya tulajdonosa (Master of What Is Mine Own)                                 | Vivica A. Fox             | Lee Daniels                                      | 2018. november 28. 2020. november 1.   | 5,03 millió | 508           |
| 75.  | 9.  | Az igazság fáj (Had It From My Father)                                           | Dutchess Lattimore        | Joe Budden                                       | 2018. december 5. 2020. november 1.    | 5,04 millió | 509           |
| 76.  | 10. | Az én hibám (My Fault Is Past)                                                   | Michael Goi               | Craig Brewer és Cameron Johnson                  | 2019. március 13. 2020. november 1.    | 4,40 millió | 510           |
| 77.  | 11. | Találkozás egy régi ismerőssel (In Loving Virtue)                                | Clement Virgo             | Felicia D. Henderson                             | 2019. március 20. 2020. november 1.    | 3,98 millió | 511           |
| 78.  | 12. | Lehetetlen (Shift and Save Yourself)                                             | Dianne Houston            | Matt Pyken és Thomas Westfall                    | 2019. március 27. 2020. november 1.    | 3,97 millió | 512           |
| 79.  | 13. | Forró vér, forró gondolat, forró tettek (Hot Blood, Hot Thoughts, Hot Deeds)     | Gabourey Sidibe           | Diane Ademu-John és Evan Price                   | 2019. április 3. 2020. november 1.     | 4,12 millió | 513           |
| 80.  | 14. | Ez nem én vagyok (Without All Remedy)                                            | Craig Brewer              | Jamie Rosengard                                  | 2019. április 10. 2020. november 1.    | 3,76 millió | 514           |
| 81.  | 15. | Bölcs apa, aki ismeri a saját gyermekét (A Wise Father That Knows His Own Child) | Dawn Wilkinson            | Yolonda E. Lawrence és Carlito Rodriguez         | 2019. április 17. 2020. november 1.    | 3,76 millió | 515           |
| 82.  | 16. | Soha ne kételkedj (Never Doubt I Love)                                           | Darren Grant              | Joshua Allen és Thomas Westfall                  | 2019. április 24. 2020. november 1.    | 3,77 millió | 516           |
| 83.  | 17. | Felkiált a sorsom (My Fate Cries Out)                                            | Paul McCrane              | Janeika James, Jasheika James és Cameron Johnson | 2019. május 1. 2020. november 1.       | 3,73 millió | 517           |
| 84.  | 18. | A legdurvább nap (The Roughest Day)                                              | Craig Brewer              | Brett Mahoney és Felicia D. Henderson            | 2019. május 8. 2020. november 1.       | 4,09 millió | 518           |

## Hatodik évad (2019-20)
| Sor. | Év. | Cím                     | Rendező                        | Író                                                                        | Premier              | Nézettség   |
| ---- | --- | ----------------------- | ------------------------------ | -------------------------------------------------------------------------- | -------------------- | ----------- |
| 85.  | 1.  | What is Love            | Sanaa Hamri                    | Dianne Houston és Brett Mahoney                                            | 2019. szeptember 24. | 3,31 millió |
| 86.  | 2.  | Got on My Knees to Pray | Mario Van Peebles              | Matt Pyken és Indira Gibson Wilson                                         | 2019. október 1.     | 2,94 millió |
| 87.  | 3.  | You Broke Love          | Howard Deutch                  | Yolonda E. Lawrence és Marcus J. Guillory                                  | 2019. október 8.     | 2,79 millió |
| 88.  | 4.  | Tell the Truth          | Bille Woodruff                 | Jamie Rosengard és Michael Martin                                          | 2019. október 15.    | 2,74 millió |
| 89.  | 5.  | Stronger Than My Rival  | Dawn Wilkinson                 | Janeika James és Jasheika James                                            | 2019. november 5.    | 2,48 millió |
| 90.  | 6.  | Heart of Stone          | Sanaa Hamri                    | Stacy A. Littlejohn és Thomas Westfall                                     | 2019. november 12.   | 2,60 millió |
| 91.  | 7.  | Good Enough             | Gabourey Sidibe                | Cameron Johnson és Evan Price                                              | 2019. november 19.   | 2,65 millió |
| 92.  | 8.  | Do You Remember Me      | Ruben Garcia                   | Leah Benavides Rodriguez és Carlito Rodriguez                              | 2019. november 26.   | 2,45 millió |
| 93.  | 9.  | Remember the Music      | Geary McLeod                   | Matt Pyken és Indira Gibson Wilson                                         | 2019. december 3.    | 2,55 millió |
| 94.  | 10. | Cold Cold Man           | Sanaa Hamri                    | Dianne Houston és Jamie Rosengard                                          | 2019. december 17.   | 2,52 millió |
| 95.  | 11. | Cant Truss 'Em          | Clement Virgo                  | Michael C. Martin és Cameron Johnson                                       | 2020. március 3.     | 2,43 millió |
| 96.  | 12. | Talk Less               | Dawn Wilkinson                 | Stacy A. Littlejohn és Marcus J. Guillory                                  | 2020. március 10.    | 1,89 millió |
| 97.  | 13. | Come Undone             | Taraji P. Henson               | Dianne Houston és Evan Price                                               | 2020. március 17.    | 2,64 millió |
| 98.  | 14. | I Am Who I Am           | Ishai Setton                   | Colin Waite és Paul Eriksen                                                | 2020. március 24.    | 2,72 millió |
| 99.  | 15. | Love Me Still           | Dianne Houston                 | Matt Pyken és Thomas Westfall                                              | 2020. március 31.    | 2,58 millió |
| 100. | 16. | We Got Us               | Clement Virgo                  | Janeika James és Jasheika James                                            | 2020. április 7.     | 2,80 millió |
| 101. | 17. | Over Everything         | Stephen D'Amato                | Jamie Rosengard és Cameron Johnson                                         | 2020. április 14.    | 2,69 millió |
| 102. | 18. | Home is on the Way      | Geary McLeod és Bille Woodruff | Yolonda E. Lawrence, Michael C. Martin, Matt Pyken és Indira Gibson Wilson | 2020. április 21.    | 2,94 millió |

## Fordítás
- Ez a szócikk részben vagy egészben  a   List of Empire episodes című angol Wikipédia-szócikk ezen változatának fordításán alapul.  Az eredeti cikk szerkesztőit annak laptörténete sorolja fel. Ez a jelzés csupán a megfogalmazás eredetét és a szerzői jogokat jelzi, nem szolgál a cikkben szereplő információk forrásmegjelöléseként.